# Trajetória de retorno livre

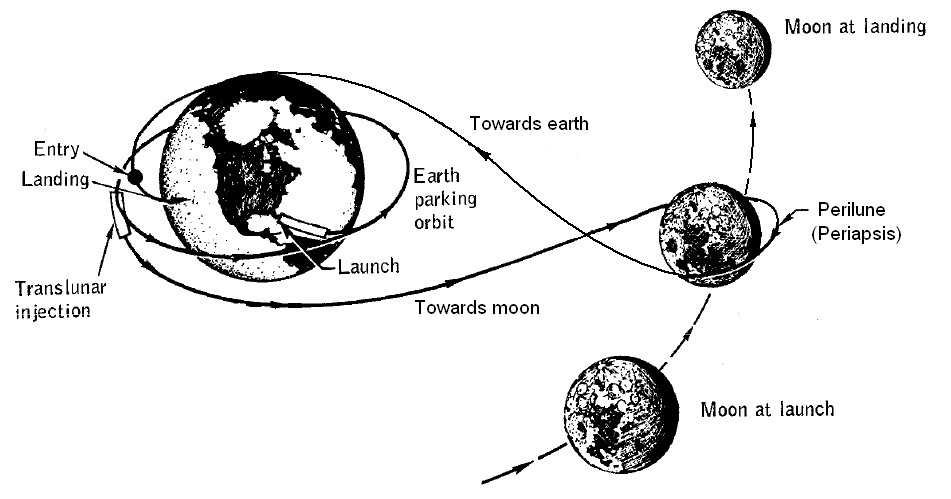
Esboço de uma trajetória circunlunar de retorno livre (sem escala).

A Trajetória de retorno livre é uma trajetória de uma nave espacial viajando fora de um corpo principal (por exemplo, a Terra) onde a gravidade devido a um corpo secundário (por exemplo, a Lua) faz com que a nave espacial retorne ao corpo principal, sem propulsão (daí o termo "livre").

## Descrição
No caso da Lua, podemos distinguir:
- A trajetória circunlunar sem retorno em torno da lua. O periastro está por trás da Lua; a nave se move lá em uma direção oposta à da Lua (o caminho é em forma de 8).
- A trajetória cislunar de retorno livre. A sonda vai além da órbita da Lua, retorna para dentro da órbita da Lua, se move na frente da Lua enquanto está sendo desviada pela gravidade da Lua para um caminho longe da Terra para além da órbita da Lua novamente, e retornando à Terra pela gravidade da Terra. O periastro está na frente da Lua; a nave espacial se move lá na mesma direção que a Lua.

O tempo de voo para uma trajetória cislunar de retorno livre é maior do que para uma trajetória circunlunar sem retorno, especialmente para as trajetórias com um pequeno raio de periastro (abordagem perto da Lua): O tempo de voo para uma trajetória cislunar de retorno livre diminui com o raio do periastro, enquanto o tempo de voo para uma trajetória circunlunar sem retorno aumenta com o raio de periastro.
No modelo simplificado onde a órbita da Lua em torno da Terra é circular, os casos especiais de trajetórias sem retorno no plano da órbita da Lua são periódicas: depois de passar da Terra a nave espacial voltará à Lua, etc. O mesmo se aplica semelhante, naturalmente, para o problema dos três corpos; este problema é um exemplo de um problema restrito de três corpos circulares.
Enquanto em uma verdadeira trajetória sem retorno nenhum propulsão é aplicada, na prática, pode haver pequenas correções de curso ou outras manobras.